# Mijnramp van Courrières
De mijnramp van Courrières vond plaats nabij Courrières in Frankrijk op 10 maart 1906. Hierbij kwamen 1.099 mijnwerkers om het leven, waarmee het de grootste mijnramp in Europa ooit is. De ramp leidde tot stakingen.

## Verloop
Circa 1800 mijnwerkers, onder wie veel galibots (jongens van veertien en vijftien jaar) waren al afgedaald in de schachten 2, 3, 4 en 10, die van Auguste Lavors, Lavaleresse en Sainte-Barbe op ongeveer 300 à 400 m onder de grond, toen op 10 maart rond 06:30 uur een ontploffing van kolenstof of zogenaamd grauwvuur plaatsvond, die ervoor zorgde dat de lift in schacht 3 omhoog geblazen werd en een enorme chaos veroorzaakte. Honderdtien kilometer mijngangen onder de gemeenten Méricourt, Billy-Montigny en Sallaumines werden verwoest. Mogelijk was sprake van constructiefouten in de mijn of van gebrekkig onderhoud. Het nodige reddingswerk ging de mogelijkheden van de plaatselijke hulpdiensten ver te boven.
Er kwam hulp uit Parijs en ook uit België. Op 11 maart kwam ook een aantal Duitse vrijwilligers op de plek van de ramp aangekomen (aanvankelijk onder vijandig geschreeuw van omstanders; de Frans-Duitse politieke betrekkingen waren aan de vooravond van de Eerste Wereldoorlog al zeer gespannen). Ze waren afkomstig uit het Ruhrgebied, o.a. uit Herne. Ze beschikten over voor die tijd moderne beademingsapparatuur, waaronder het Guglielminetti-Dräger-apparaat, waagden zich tussen de giftige gaswolken en borgen vele doden. Twintig dagen na de ramp, op 30 maart, werden nog dertien overlevenden gevonden, die zich met onder meer een geslacht paard in leven hadden gehouden. Onder hen waren een jongen van veertien en een vader van veertig met zijn vijftienjarige zoon. De laatste overlevende van de ramp kwam op 4 april naar boven, mogelijk dankzij Duitse hulp. De actie van de Duitse vrijwilligers kreeg achteraf veel waardering, o.a. van de socialistische politicus Jean Jaurès, die dit feit in zijn tegen een nieuwe oorlog gerichte beleid aanstipte.
Officieel vielen er 1.099 doden, onder wie 43 Belgen en ook zestien mijnwerkers die in de eerste uren na de ramp op zoek gingen naar overlevenden. Mogelijk waren er echter meer doden, een cijfer tot 1.200 werd genoemd. Wereldwijd was het de op een na grootste mijnramp ooit, na de mijnramp van 26 april 1942 in het Chinese Benxi waarbij 1.549 mijnwerkers omkwamen.

## Protesten
Al bij de eerste begrafenissen van de slachtoffers op 13 maart werd luid geprotesteerd door de bevolking, vooral door andere mijnwerkers. De mijndirectie zou opzettelijk de door de ramp geblokkeerde schachten dichtgehouden hebben, om meer materiële en dus financiële schade te beperken. In ieder geval waren delen van de mijn op 6 en 7 maart dichtgemetseld. Mogelijk was dit middel erger dan de kwaal. Het is niet onwaarschijnlijk, dat in bepaalde gangen een door zuurstofgebrek veroorzaakte tweede explosie heeft plaats gehad (zie: Backdraft (brand)).
Na de ramp werden grootschalige stakingen in de streek gehouden, waaraan tienduizenden mijnwerkers en ook andere arbeiders meededen (eind maart zouden het er 40.000 zijn geweest). Deze stakingen hielden 55 dagen aan. Minister van Binnenlandse Zaken Georges Clemenceau stuurde 20.000 militairen om een dreigende opstand de kop in te drukken (de stakers en degenen, die zich met hen solidair hadden verklaard, riepen "Vive la révolution" en zwaaiden met rode vlaggen). Het kwam tot gewelddadige confrontatie tussen stakers en ordetroepen in Liévin, Lens, Billy-Montigny en Hénin-Liétard. De sfeer bleef de hele maand maart explosief.

## Gevolgen
Na de ramp werd het gebruik van de Davylamp in plaats van de (goedkopere) mijnlamp met open vuur verplicht gesteld. Ook werden allerlei andere technische verbeteringen ingevoerd, ook op het gebied van de veiligheid.